# Сезансе
Сезансе (фр. Cesancey) је насеље и општина у источној Француској у региону Франш-Конте, у департману Јура која припада префектури Лон ле Соније.
По подацима из 2011. године у општини је живело 407 становника, а густина насељености је износила 79,49 становника/km². Општина се простире на површини од 5,12 km². Налази се на средњој надморској висини од 256 метара (максималној 450 m, а минималној 204 m).

## Демографија
| 1962. | 1968. | 1975. | 1982. | 1990. | 1999. | 2011. |
| ----- | ----- | ----- | ----- | ----- | ----- | ----- |
| 214   | 255   | 252   | 315   | 312   | 334   | 407   |

График промене броја становника у току последњих година